# Polydora barbilla
Polydora barbilla är en ringmaskart som beskrevs av James A. Blake 1981. Polydora barbilla ingår i släktet Polydora och familjen Spionidae. Inga underarter finns listade i Catalogue of Life.